# Telenorte
Telenorte (anteriormente conocida como Red de Televisión de la Universidad Católica del Norte) fue una red de televisión chilena con dependencias en las ciudades de Arica, Iquique, Antofagasta, y La Serena, que transmitió regularmente entre 1973 y 2001, y que desde marzo de 2019 se encuentra emitiendo de manera experimental a través de Internet, a cargo de la productora F2 hasta fines de 2021.
Surgió bajo el alero de la Universidad Católica del Norte –en aquel entonces Universidad del Norte–, para ser privatizada en 1994.
Actualmente, las antiguas frecuencias de Telenorte en las ciudades de Arica, Iquique, Antofagasta, Copiapó, La Serena y Coquimbo, están bajo concesión de Canal Dos S.A., transmitiendo la señal de Telecanal.

## Historia

### Primeros años (1966-1969)
El primer antecedente relacionado con la televisión en Antofagasta surge en julio de 1964 cuando el director del Canal 13 de Santiago, Eduardo Tironi, señalaba en la prensa local —luego de una visita a Antofagasta iniciada el 3 de julio— un plan para instalar desde marzo de 1965 un canal de televisión en la ciudad que fuese operado por la Universidad del Norte y estuviese afiliado al canal de la Universidad Católica de Chile. Se planificaba que transmitiera 20 horas semanales, con un 50 % de programación envasada desde Canal 13 y el 50 % restante correspondiente a programación local, y tendría un costo de aproximadamente 60 mil dólares. En abril de 1965 la universidad recibió la autorización para poder iniciar pruebas experimentales de una futura señal de televisión en Antofagasta.
Antofagasta debió esperar más de un año para la concreción del plan, ya que las transmisiones experimentales de Canal 3 se iniciaron el 11 de noviembre de 1966, y en dicha transmisión inaugural participó el entonces rector de la Universidad del Norte, Carlos Aldunate Lyon, los escritores Andrés Sabella, Marta Blanco y María Elena Gertner, y el comentarista deportivo Julio Martínez, este último a través de un programa grabado en Canal 13.
El 18 de marzo de 1967, después de sus pruebas experimentales, a las 20:55 comenzaron las emisiones regulares de Canal 3 en un acto que contó con la presencia del ministro de Economía de Eduardo Frei Montalva, Domingo Santa María Santa Cruz, y el gerente del Servicio de Cooperación Técnica, Pedro Felipe Ramírez; la estación contaba con un equipo de videotape y estaba a cargo de la religiosa Elsa Abud, además de los ingenieros electrónicos Carlos Rojas Martorell y Raúl Vitalic.
Producto de un acuerdo realizado con el Ministerio de Educación, se estableció que el Canal 3 de la Universidad del Norte serviría de base para preparar los equipos humanos que formarían parte del canal de televisión estatal que se encontraba en proyecto. Esto generó que asesores del gobierno de Eduardo Frei Montalva, como Rodolfo Tosto, Enrique Motto y Juan Ángel Torti se hicieran cargo de la programación de la estación antofagastina, prohibiendo el ingreso a la emisora de los estudiantes de Comunicación Social de la Universidad del Norte —quienes estaban a cargo de la realización de algunos programas—; dicha situación generó que el 2 de octubre de 1967 las instalaciones del canal fueran ocupadas por los alumnos de la casa de estudios.
Las transmisiones del Canal 3 se suspendieron en abril de 1969 debido a un acuerdo con la naciente Televisión Nacional de Chile (TVN), que llegaría a la ciudad en julio de ese año. TVN inició sus transmisiones en la zona el 15 de julio de 1969 desde unos estudios ubicados en el antiguo internado del Colegio San José, convirtiéndose en julio de 1970 en cabecera de la Red Norte de Televisión Nacional de Chile, que emitía para las provincias de Tarapacá, Antofagasta y Atacama la programación realizada en Santiago en diferido, además de un informativo regional.

### Reinicio de transmisiones y expansión (1973-1982)
Las transmisiones del Canal 3 de Antofagasta fueron retomadas el 14 de febrero de 1973, en el marco de las celebraciones del aniversario del desembarco chileno en Antofagasta. En aquel entonces los estudios se encontraban en el pabellón B de la casa central de la Universidad del Norte, junto a la biblioteca de dicha casa de estudios, mientras que el equipo humano estaba compuesto por 16 funcionarios, entre ellos el técnico electrónico Carlos Rojas Martorell (quien se desempeñó como director del canal), Héctor Giaconi (ingeniero jefe), Luis Imerio Guardia (jefe de producción) y Jaime Álvarez (director de comunicaciones), mientras que Verónica Baeza (en aquel entonces estudiante de Educación Física) y Juan Carlos Hernández fueron los primeros locutores en pantalla. El equipo técnico estaba compuesto por 2 cámaras de televisión ciegas (sin visor, por lo que se requería de un monitor externo para visualizar las imágenes), un transmisor que llevaba la señal hasta Cerro Moreno, un equipo de telecine de 16 mm, un equipo de iluminación, y una sala de control con mesa de dirección, control de cámaras y audio. La mayor parte de su programación era envasada, consistente en series y dibujos animados obtenidos a través de la empresa Protab.
En la ciudad de Iquique transmitió en forma experimental la Nochebuena de 1975, para luego salir al aire oficialmente el 21 de mayo de 1976. La estación de la ciudad de Arica salió al aire el 6 de junio de ese mismo año, aunque el plan de las autoridades militares de la época (que apoyaron abiertamente la creación de los canales en Tarapacá) era que la señal de Iquique se viera también en la Puerta Norte, mientras que el 9 de enero de 1977 se iniciaron las transmisiones del Canal 8 de Calama y Chuquicamata, que retransmitía la señal del Canal 3 de Antofagasta. La red regional (denominada "Red Norte de Televisión") se creó en mayo de 1977 —al mismo tiempo que se firmaba en diciembre de 1976 el acuerdo de retransmisión de programas de Canal 13 con algunas semanas de desfase— y su primer hito fue unirse a la transmisión de la primera Teletón, la cual se emitió íntegramente en colores. El Canal 12 de Iquique realizó transmisiones experimentales en color entre 1976 y 1977, que fueron captadas por algunos de los pocos receptores en color que había y que tenían una norma distinta a la que luego adoptó Chile. El 14 de abril de 1978, los canales 3 de Antofagasta y 8 de Calama y Chuquicamata comenzaron a emitir sus primeros 4 programas en colores: Nocaut (boxeo), Toqui (educativo), El Fantástico Mundo del Deporte y Show Musical.
La estación de Arica inauguró el 17 de abril de 1979 unos nuevos estudios en El Cobre 1262, en el sector industrial de la ciudad, junto con estrenar un equipo de filmación en videotape y en color que había sido obsequiado por la Intendencia de la Región de Tarapacá; posteriormente se trasladarían a unos nuevos estudios construidos en Diego Portales 651. Los equipos transmisores empleados por la Red Norte eran de marca Howetyn Research y fabricados en Estados Unidos. En Iquique, los partidos del naciente Club de Deportes Iquique en 1979 eran grabados a color y emitidos en diferido, algo que ya se hacía en Calama con los partidos de Cobreloa, a través de una cámara en color entregada por Codelco para el Canal 3.[cita requerida]

### Desarrollo de Telenorte (1982-1994)

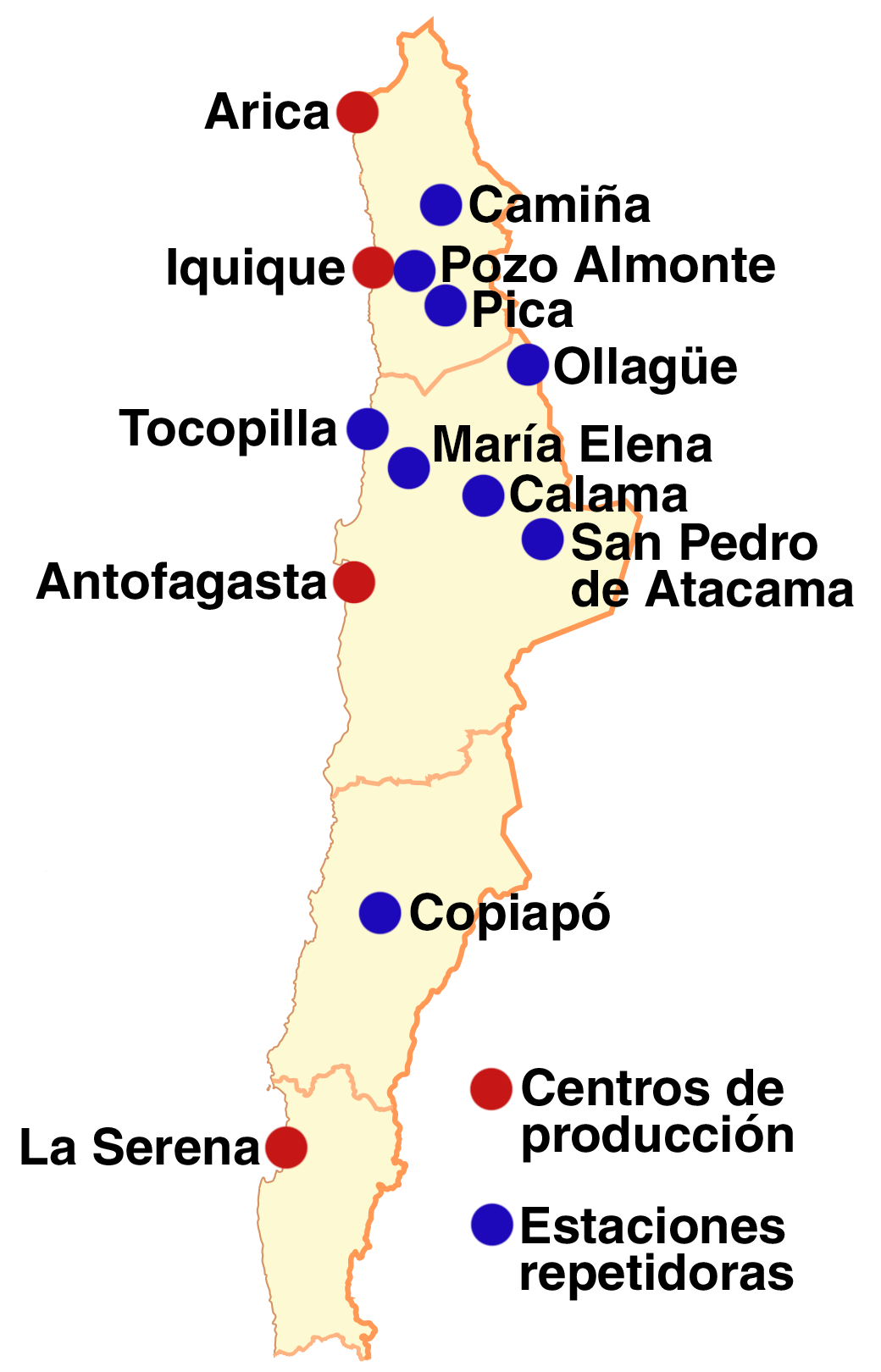
Señales de Telenorte hacia mediados de los años 1990.

Telenorte surgió el 5 de abril de 1982, al realizarse una capitalización y cambio de denominación de la Red de Radio y Televisión de la entonces Universidad del Norte, usando el nombre del noticiero del canal cuya primera edición fue el 7 de agosto de 1980. El lanzamiento se realizó en las distintas ciudades donde Telenorte poseía estaciones propias, así como también en un evento en el Hotel Sheraton San Cristóbal, al cual asistieron los ejecutivos del canal encabezados por Hernán Swart (director ejecutivo) y Mario Córdova (gerente comercial).
Al crearse dicha red, para lo cual se invirtieron 800 mil dólares de la época con tal de renovar el equipamiento técnico —lo que incluyó la adquisición de una unidad móvil—, se continuó con las transmisiones en diferido de la programación del Canal 13 de Santiago, y retransmitiendo en directo (vía microondas) los programas de más audiencia, como Sábados gigantes, Martes 13 o transmisiones como las Copas Mundiales de Fútbol los Juegos Olímpicos y Miss Mundo, las que antes se hacían sólo en diferido. Hasta el lanzamiento de Telenorte en abril de 1982, las emisiones de Canal 13 se veían en Antofagasta con una semana de desfase, en Iquique con 2 semanas y en Arica con 7 semanas. El personal de la red televisiva estaba compuesto por 135 personas al momento de su lanzamiento en 1982.
Telenorte rápidamente se convirtió en la alternativa de información y entretención, con acento en lo regional, ya que a través de sus estaciones brindaba programas y noticiarios locales. Incluso, con la adquisición, a mediados de los años 1980, de un camión con sistema de transmisión vía microondas, se pudieron realizar transmisiones locales desde exteriores, como eventos artísticos y partidos de fútbol.
La última gran transmisión de envergadura de Telenorte con el Canal 13 de la capital chilena fue para el plebiscito de 1988, donde se realizaron contactos en directo entre Antofagasta y Santiago, además de despachos desde Arica e Iquique. A fines de marzo de 1989 terminó el contrato de afiliación con el ex canal del angelito debido a que este último tenía contemplado llegar a las ciudades nortinas con señal propia vía satélite. Por ejemplo, en Antofagasta el arribo de Canal 13 ocurrió el 8 de julio de ese mismo año.
Como alternativa, Telenorte firmó un contrato con Canal 11 (hoy Chilevisión), también de Santiago en abril de 1989, el cual caducó en mayo de 1993. El 15 de febrero de 1990, al firmarse los nuevos estatutos de la Universidad Católica del Norte, Telenorte se convirtió en sociedad anónima y su primer presidente fue el empresario Iván Simunovic Petricio.
El 6 de marzo de 1991, el Consejo Nacional de Televisión autorizó a Telenorte para iniciar transmisiones en su filial de La Serena y Coquimbo, las cuales comenzaron el 15 de noviembre de 1992. Para 1991 se transmitía en directo los partidos de la Copa América realizada en Chile y que en ese entonces Megavisión poseía los derechos (a fines de 1991, Megavisión empezó su expansión al norte de Chile, cosa que se concretó entre 1992 y 1993, aunque también emitió la Copa Libertadores de América de 1991 y 1992, además de la Copa Intercontinental de 1991),[cita requerida] así como la Fórmula 1, que, en ese entonces Canal 11 tenía los derechos, aunque ese último se transmitía en diferido y entre 1989 y 1993.[cita requerida] El 31 de enero de 1992, los trabajadores de Telenorte realizaron una huelga exigiendo mejoras salariales.
En mayo de 1993, Telenorte hizo un acuerdo con La Red para transmitir la mayoría de sus programas, dejando así el término del acuerdo con RTU, ya que este último anunciaba su expansión a nivel nacional a mediados de ese año, producto de su nuevo dueño en ese entonces, el Grupo Cisneros, dueño de Venevisión. Todo esto duraría hasta inicios de 1994 cuando sus señales originales procedentes de Santiago llegaron a las ciudades del norte. Finalmente en septiembre de 1993, Telenorte firmó un contrato con UCV Televisión y transmitió varios programas de este canal y se emitieron programas de producción local, complementado con ciertos programas culturales producidos por televisoras europeas.

### Privatización (1994-1997)
El 4 de julio de 1994, y producto de una crisis financiera, la Universidad Católica del Norte dejó de ser dueña mayoritaria de Telenorte, luego que la casa de estudios aprobara vender la mitad de sus acciones y traspasar la administración del canal a la Compañía Radio Chilena S.A.,  la cual se convirtió en el nuevo dueño de este canal. Con ello, desarrolló planes de intermediación técnica, potenciando además la producción local por medio de sus estaciones. Posterior a esto, se cerrarían sus estudios y transmisiones, partiendo en Iquique, luego en Antofagasta y finalmente en La Serena, dejando solamente a sus estudios en Arica desde 1998 hasta 2001, año en que cerraría el canal.
La señal de Arica (frecuencia 10 VHF entre junio de 1976 y julio de 1982; frecuencia 11 VHF desde julio de 1982 hasta diciembre de 2001) era sólo para esta ciudad, mientras que la de Iquique (frecuencia 12 VHF) lo era también para Pozo Almonte —a donde expandió sus transmisiones en 1980, inicialmente en el canal 8 para luego trasladarse a la frecuencia 7—, Pica y Camiña (frecuencia 4 VHF). La señal de Antofagasta se retransmitía en Tocopilla —ciudad en la que inició transmisiones el 9 de septiembre de 1983 a través de la frecuencia 8 VHF—, María Elena-Pedro de Valdivia —a las cuales llegó el canal en 1979— (frecuencia 5 VHF), Calama-Chuquicamata —desde el 9 de enero de 1977— (frecuencia 8 VHF), San Pedro de Atacama y Ollagüe (frecuencia 12 VHF) —a las que llegó en mayo de 1984—, y Copiapó (frecuencia 5 VHF), llegando a esta última ciudad en 1997. La señal de La Serena y Coquimbo (frecuencia 5 VHF) era sólo para ambas ciudades, aunque iba a tener una estación repetidora en Los Andes y San Felipe (frecuencia 2 VHF, actualmente ocupada por VTV). [cita requerida]
A la par, con la cadena televisiva, se inauguró una cadena radial, con estaciones en frecuencia modulada, llamada Radio Sol FM, existente hasta hoy.

### Decadencia (1997-2001)
Pese a contar con buena audiencia, la red tuvo una continua caída, por desacertados manejos económicos, y la fuerte competencia, con la llegada de nuevos canales de Santiago.
En la década de 1990, la red tuvo una quiebra que significó el cierre de todas las emisoras locales (Iquique, el 22 de julio de 1997, Antofagasta; el 16 de enero de 1998 y La Serena, el 7 de junio de ese año), con excepción de la de Arica, la cual se convirtió en cabecera de la red, quedando todas las demás como meras retransmisoras de ésta. Tres días después del cierre de la sede de Antofagasta, la empresa cambió de nombre, pasando de ser «Red de Televisión Universidad del Norte S.A.» a simplemente «Telenorte S.A.», determinándose también la venta del inmueble donde se ubicaban los estudios de Antofagasta.
Finalmente, en un nuevo intento por salvar el canal, debido a su crítico estado financiero, Radio Chilena (sus propietarios) decide vender Telenorte a la productora audiovisual Kroma Comunicaciones Ltda. (con sede en Santiago). Lo anterior, provocó la desvinculación de todos los trabajadores de la estación de Arica (entre 25 y 30 personas), la cual se cerró el 30 de octubre de 2001, con lo cual desapareció un sueño que se había concretado 35 años antes, pero que, sin embargo, dejó un recuerdo imborrable en todos los habitantes del norte chileno, quedando un vacío que ningún canal de Santiago ha podido llenar, ni siquiera con las redes regionales de Televisión Nacional de Chile o los canales locales, que apenas transmiten por UHF. En los días posteriores al cierre, la señal de Telenorte continuó emitiendo dos horas diarias de videos musicales y documentales para cumplir la normativa y evitar que le fuese retirada la concesión.
Los fondos documentales de las señales han corrido distinta suerte. En Iquique, los archivos de Telenorte, desde 1975 hasta 2000 están en poder de la Universidad Arturo Prat; en cambio, los archivos de Telenorte en Antofagasta (registros como el aluvión de 1991 y la visita del Papa en 1987, entre otros) se perdieron con la demolición del edificio que sirvió de estudios, sin que la Universidad Católica del Norte y su Escuela de Periodismo realizara gestión alguna para recuperar los archivos. La gran mayoría de las cintas fueron dejadas como escombros en un basural, según una crónica de El Mercurio de Antofagasta. Sólo trabajadores de Telenorte lograron recuperar algunos archivos antes de la demolición del edificio, pero se desconoce el contenido y la cantidad de las mismas, pues actualmente engrosan el material que disponen productoras y canales locales.
Con los archivos de la estación de Arica pasó algo similar a lo ocurrido en Antofagasta. En 2001, cuando cerró el canal, muchos empleados recuperaron los archivos del canal antes que el edificio ubicado en la Avenida Diego Portales estuviera sumido en el abandono hasta 2006, cuando la Corporación de Desarrollo Regional de Arica y Parinacota compró el edificio y lo convirtió en su sede, hasta 2008, luego de la desaparecida señal de Telenorte en Arica, ya que contaba con su señal Arica TV (ex-CTA). Respecto de los archivos de la filial de La Serena, nada se sabe.[cita requerida]

### Nuevas señales y primer intento de regreso
El 31 de diciembre de 2001, las estaciones de Telenorte fueron arrendadas a UCV Televisión (actualmente TV+) para que esta última posea cobertura en la zona norte de Chile, iniciando las emisiones conjuntas con la celebración del «Año Nuevo en el Mar», espectáculo de fuegos artificiales que se realiza en la bahía de Valparaíso la madrugada del 1 de enero. Inicialmente el plan era emitir la señal íntegra desde Valparaíso hasta abril de 2002, para posteriormente iniciar la realización de producciones locales; no obstante, tal promesa no se cumplió y UCV dejó de emitirse en 2003. En 2005, las emisoras de Telenorte fueron adquiridas por la empresa Alfa Tres, propietaria de la cadena Telecanal.
La empresa «Telenorte S.A.» continuó existiendo, siendo renombrada como «Telenorte Ltda.» el 30 de junio de 2005, pero fue disuelta definitivamente el 30 de enero de 2006.
Para 2023, la marca Telenorte pertenece a la empresa audiovisual F2 Producciones, con sede en Antofagasta, pero no su señal. Se rumoreaba un posible regreso de Telenorte entre 2011 y 2012. El 7 de octubre de 2012 se realizó en la web de Telenorte una transmisión streaming en vivo del evento social de María Ayuda, realizado por F2 a través de un enlace propio vía fibra óptica, siendo considerada la primera transmisión experimental de la señal confirmando el posible regreso del canal nortino y la creación de Twitter y Facebook del canal donde avisaban que volvería la señal al aire. Finalmente, a fines de noviembre de 2012 fueron cerradas las redes sociales de Facebook y Twitter.

### Regreso vía streaming (2019-presente)
El 1 de marzo de 2019 la productora F2 reabrió, luego de varios años, el sitio web de Telenorte y redes sociales, confirmando que esta vez el canal regresaría oficialmente con programación propia. El 9 de marzo se realizó la primera transmisión experimental vía streaming de la señal con la emisión de un partido del equipo femenino de Club de Deportes Antofagasta contra Colo-Colo. La señal se encuentra también realizando la digitalización de los archivos de Telenorte que han logrado ser rescatados.
Actualmente se están emitiendo dos programas de forma semana que son el recordado Colorín Colorado que lo conduce Francisca Garay, quien fuera su conductora inicial. Este programa se emite todos los días domingos a las 20:00 h vía streaming. El otro programa es Cool Top que lo conducen dos jóvenes antofagastinos (Tomy y Sofi) quienes realizan una tabla clasificatoria semanal con artistas regionales. Este se emite los días sábados a las 18:00 horas. De forma especial se han emitido programas como la feria Filzic 2019 y se realizaron programas en la feria minera Exponor 2019.
Luego de una pausa, en 2023 nuevamente retoman las emisiones de la señal de manera experimental, a través de su señal web, en las cuales emiten programación envasada, como series y películas, similares a los otros canales locales y regionales en el país.

## Programas históricos

### Noticieros
- Nortenoticias Central (Arica, Iquique y Antofagasta, 1977-1980; Arica, Iquique, Antofagasta y La Serena, 1995-2001)
- Noticiero Telenorte (Arica, Iquique y Antofagasta, 1980-1986)
- Hora de Noticias (Arica, Iquique y Antofagasta, 1986-1992)
- UCN Noticias Central (Arica, Iquique, Antofagasta y La Serena, 1992-1995)

### Misceláneos, deportivos, periodísticos y conversación
- Buenos Días Región (Arica, 1989-2001; Iquique, 1989-1997; Antofagasta, 1989-1998 y La Serena, 1992-1998)[46]
- Entre Nosotras (Antofagasta)
- Cuentos (Arica)
- Armonizando la Vida con el naturólogo Dr. Jorge Milton Castro de la Barra (Arica)
- Enfoque Regional (Arica, Iquique y Antofagasta)
- Postal Regional (La Serena)
- Pasando la Tarde (La Serena)
- Bienvenido el Deporte (Arica, Iquique, Antofagasta y La Serena, 1989-1998)
- La Entrevista la hace Usted (Arica, Iquique, Antofagasta y La Serena)
- Reportajes del Norte (Arica, Iquique, Antofagasta y La Serena)
- Sol y Estrellas (Arica)
- Maganoche (Arica)
- Media Mañana (Arica)
- Kairos (Arica)
- La Paz con ustedes (Arica)
- Nuestra Noche (Antofagasta)

### Infantiles
- Pippo (Iquique)
- Deje a los Niños con Telenorte (Arica, Iquique, Antofagasta y La Serena)
- Haciendo las Tareas con Telenorte (Arica, Iquique, Antofagasta y La Serena)
- Profesor Sorpresa (Iquique)
- Patatín, Patatán (Antofagasta)
- A Dormir con Telenorte (o Hasta mañana con Telenorte)
- Hasta Mañana con el Topo Gigio
- Pijama Show (Antofagasta)
- Colorín Colorado (Antofagasta) Se emite actualmente
- Fiesta de Dibujos Animados (luego, Festival de Dibujos Animados, Arica)

### Juveniles y musicales
- Visión Joven (Arica, Iquique, Antofagasta y La Serena, 1992-1994)
- Video Fono (Arica, Iquique, Antofagasta y La Serena)
- Nuestra Tarde Musical (Arica, Iquique, Antofagasta y La Serena, 1994-1995)
- Ojo Blindado (Arica, Iquique, Antofagasta y La Serena, 1994 -1995)
- Directo al Cráneo (Arica)
- Retro Tops (La Serena)
- El submarino (La Serena, 1998)

### Otros
- Cine Mexicano (Arica)
- Tres en el Tres (concurso, Antofagasta)

## Eslóganes
| Período       | Eslogan |
| ------------- | --- |
| 1977-1982     | Red Norte de Televisión, integrada con lo mejor de la región |
| 1982-1998     | La voz e imagen del norte. - 1982-1989: Telenorte te invita a conocer tu región. - 1989-1992: Yo soy del norte... Telenorte. - 1992-1995: Con más corazón. - 1993-1996: Voz, imagen y raíces del norte. - 1996-1998: La televisión del norte. - 1996-1998: La voz, la imagen del norte. - 1996 (30.º aniversario): Primera red de televisión regional de Chile. - 1996: Siempre junto a ti. - 1997-1998: La verdad primero. |
| 1998-2001     | Telenorte, siempre junto a usted. |
| 2019-presente | #soydelnorte |

## Logotipos

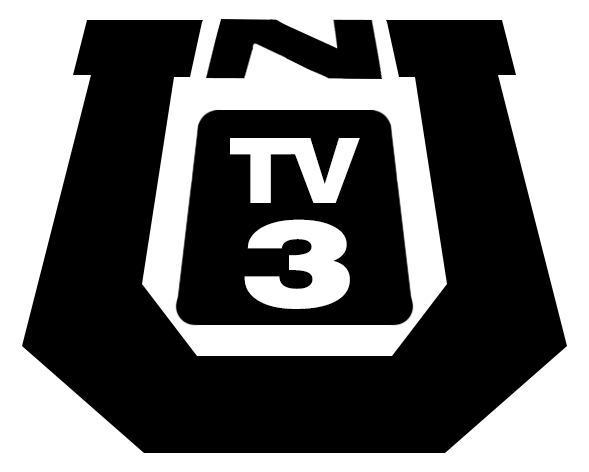
Canal 3 de Antofagasta (1973-1977).
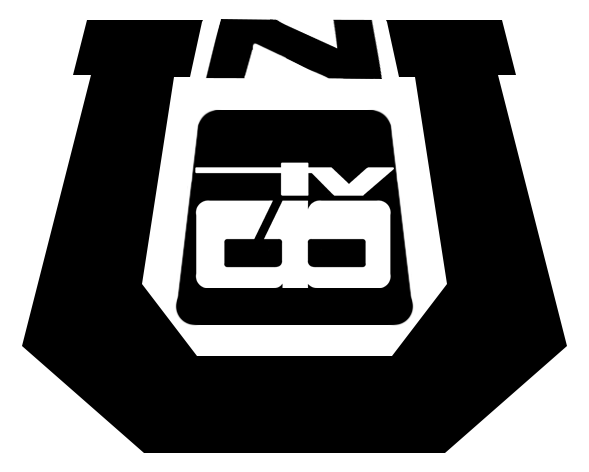
Canal 10 de Arica (1976-1977).
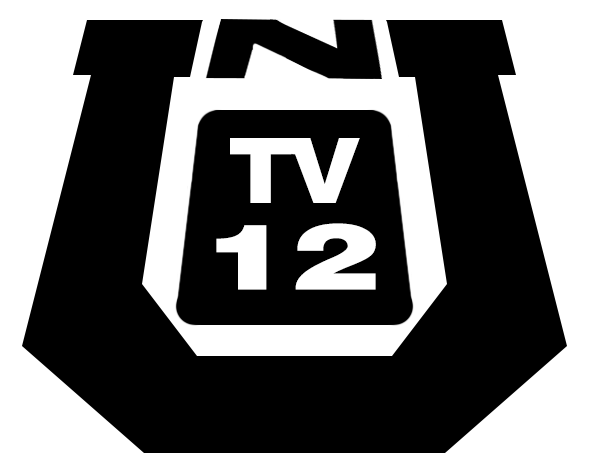
Canal 12 de Iquique (1976-1977).
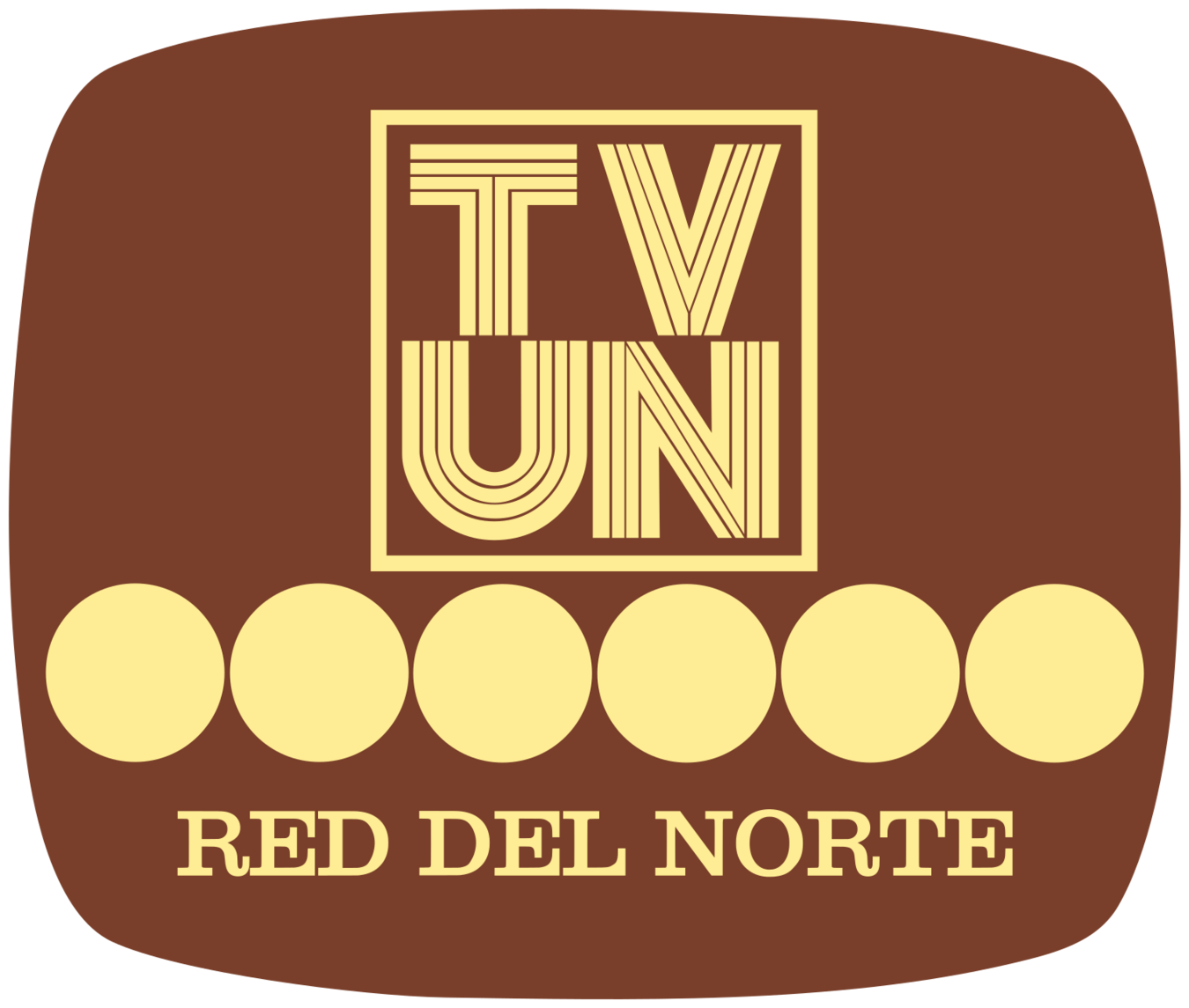
1977-1982.
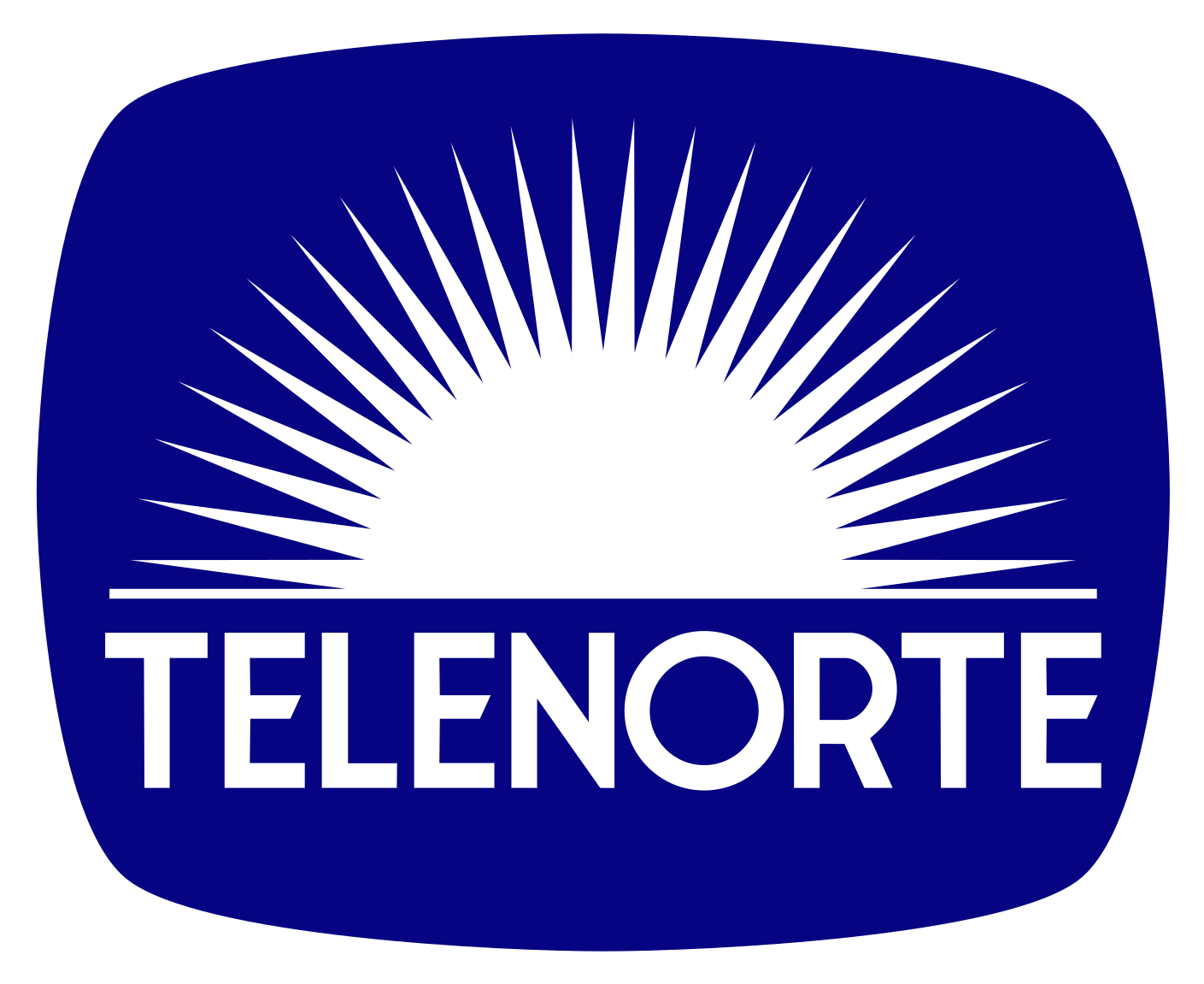
1982-1995.
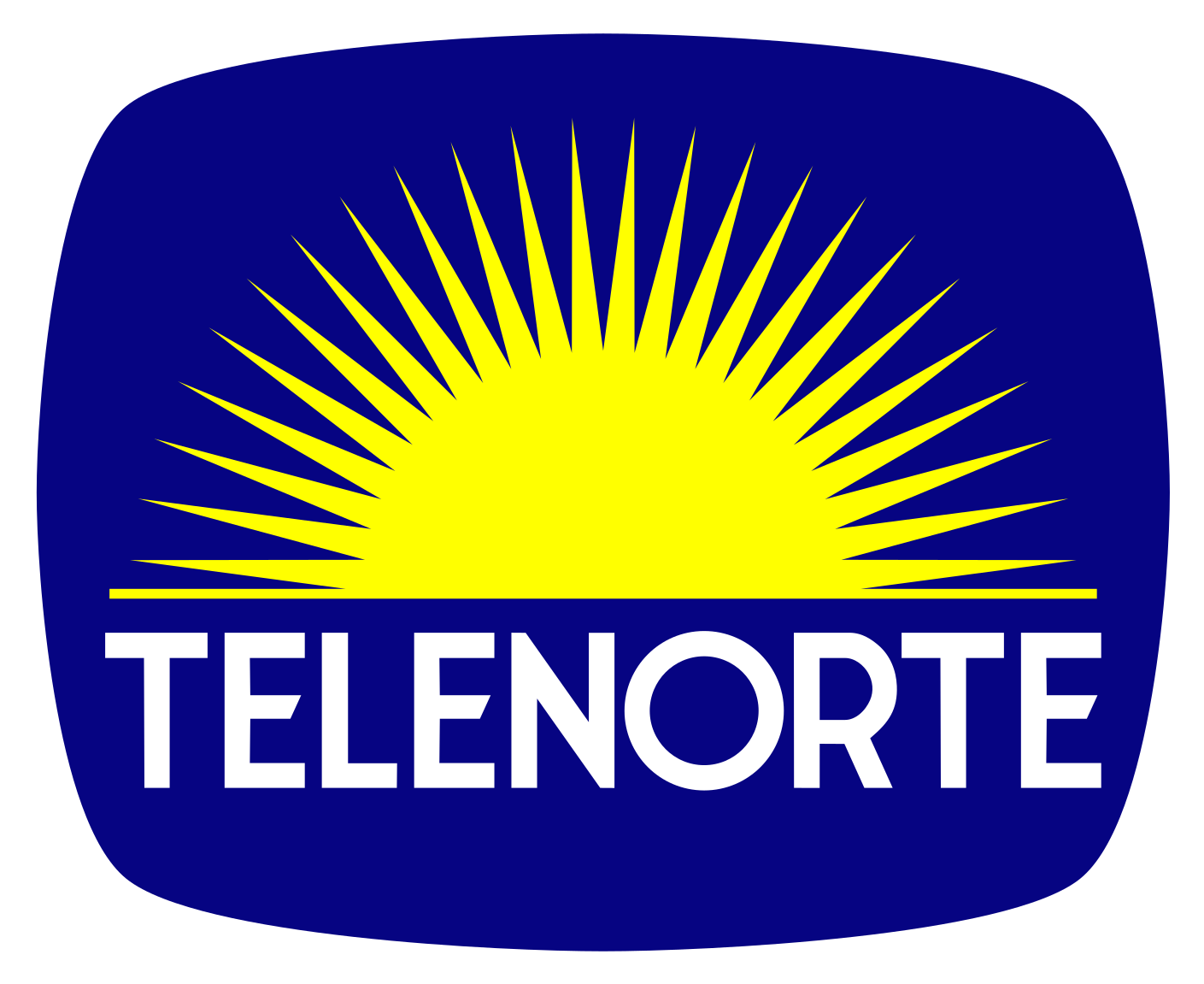
1995-1998.
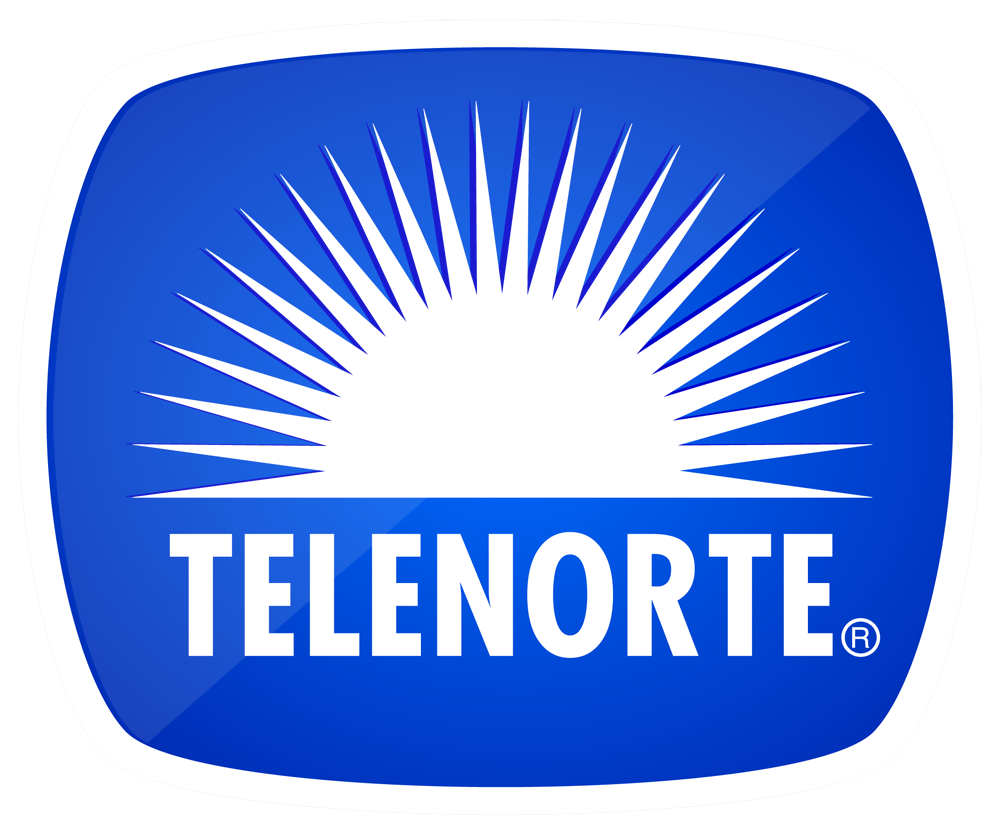
2019-presente.